# Єпіховщина
Єпі́ховщина (рос. Епиховщина) — присілок у складі Орловського району Кіровської області, Росія. Входить до складу Орловського сільського поселення.
Населення становить 36 осіб (2010, 55 у 2002).
Національний склад станом на 2002 рік — росіяни 98 %.